# Lobé (fleuve)
Pour les articles homonymes, voir Lobé.
La Lobé est un fleuve de la Région du Sud du Cameroun qui se jette dans l'océan Atlantique sous forme de chutes à proximité de la ville de Kribi. Lobé est un nom bulu qu'il porte depuis sa source. 

## Géographie

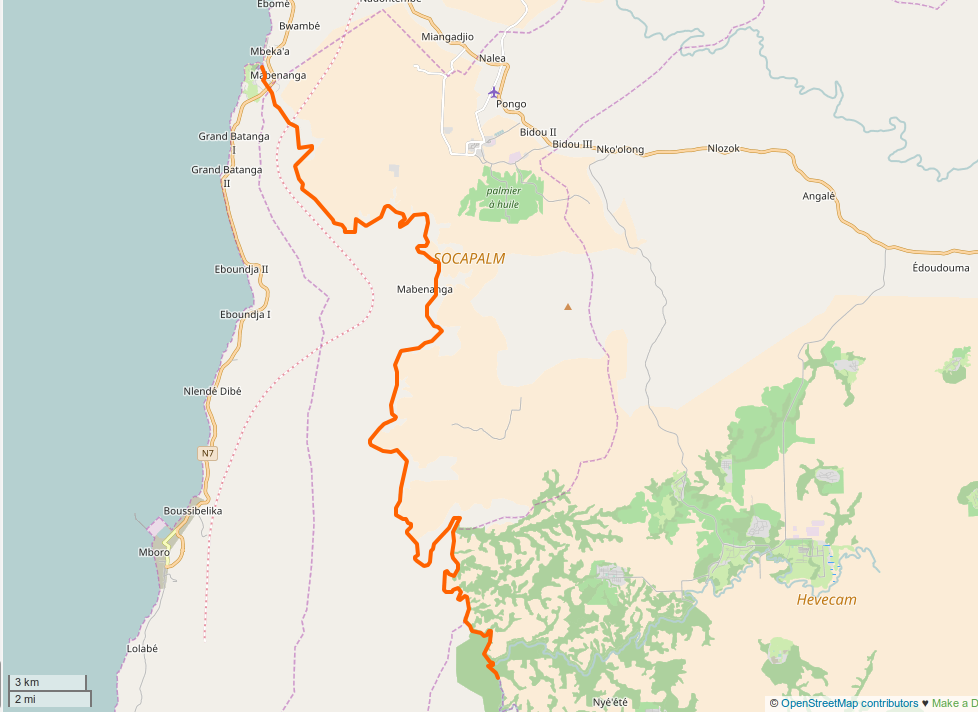

La Lobé prend sa source dans le massif du Ntem au centre du parc national de Campo-Ma’an et rejoint l'océan à travers la forêt équatoriale. Son embouchure à quelques kilomètres au sud de Kribi est une sorte de delta avec de nombreux petits bras qui s'étalent sur 1 km avant d'aboutir à l'océan en plusieurs chutes dont la plus haute mesure près de 15 m.

### Affluents
L'affluent principal du fleuve Lobé est la rivière Nyete (ou Niete), cours d'eau jadis très poissonneux sur les rives duquel les peuples autochtones (Boulou) avaient établi de nombreux campements de pêche.

Chutes de la Lobé
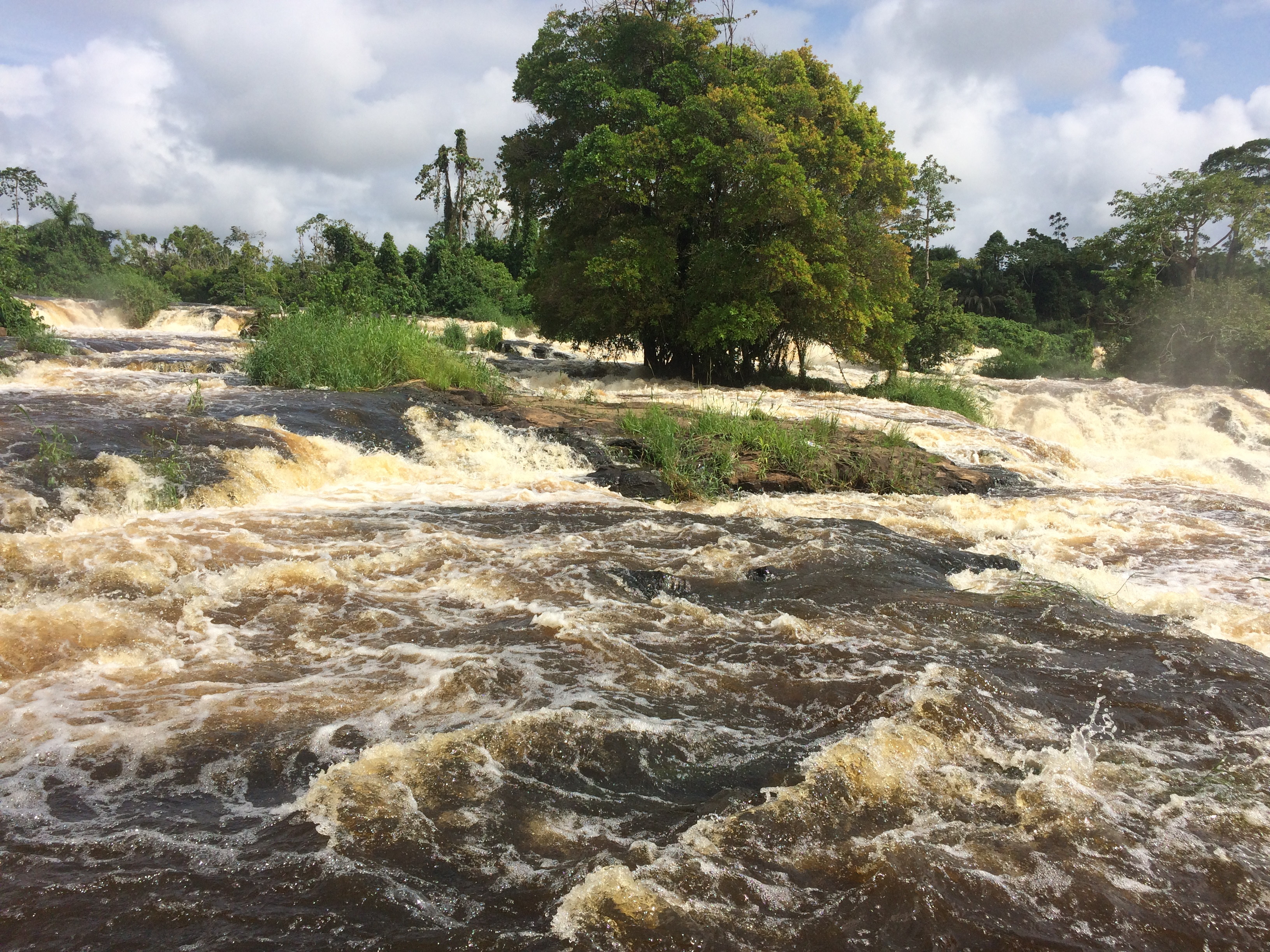
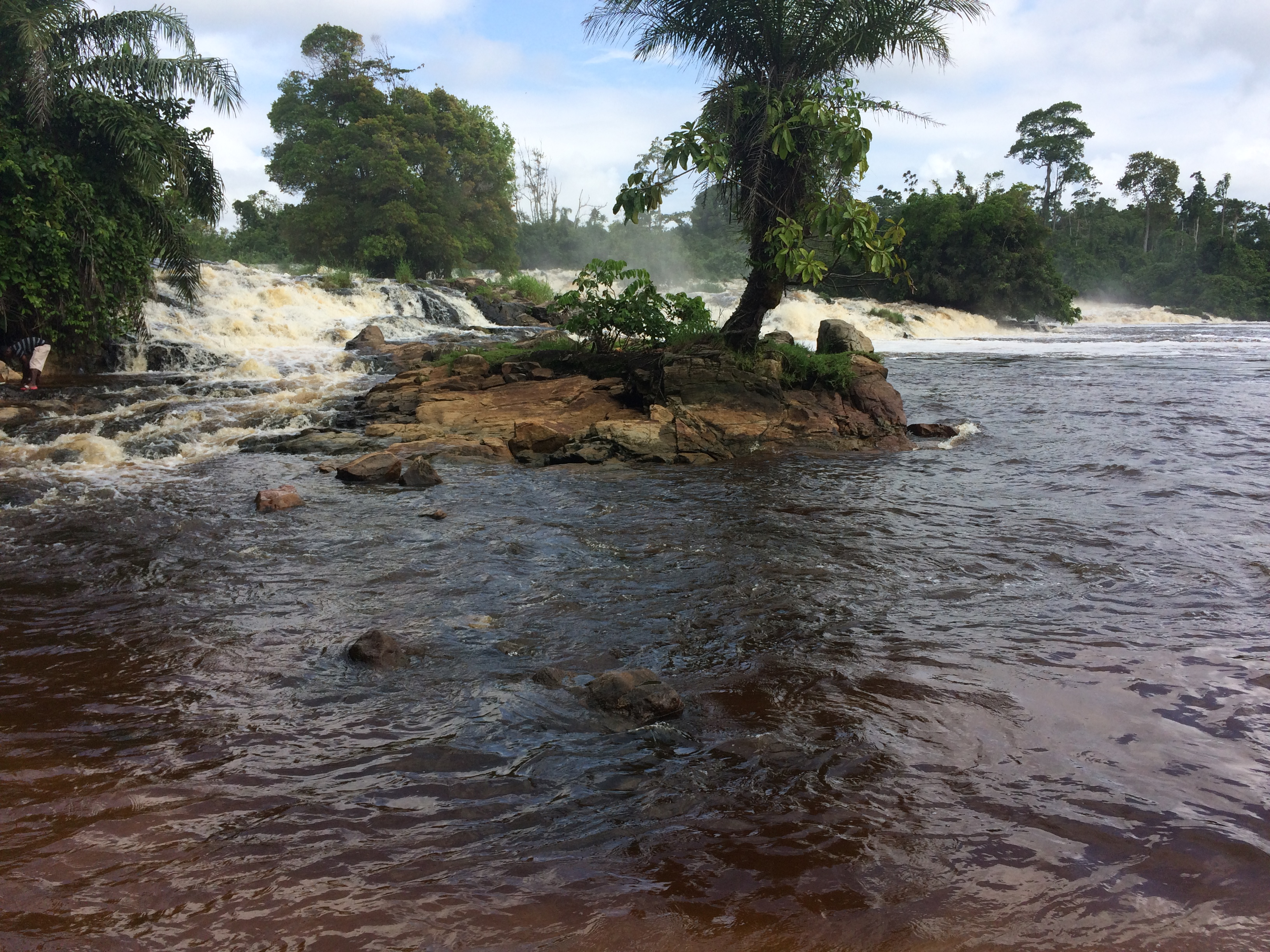

## Tourisme et aménagements
Un tourisme de découverte commence à exister : on propose aux petits groupes de tourisme de remonter la rivière Lobé en pirogue pour découvrir la forêt équatoriale et rencontrer des pygmées Bagyeli dans leur petit campement en forêt sur les bords de la rivière.

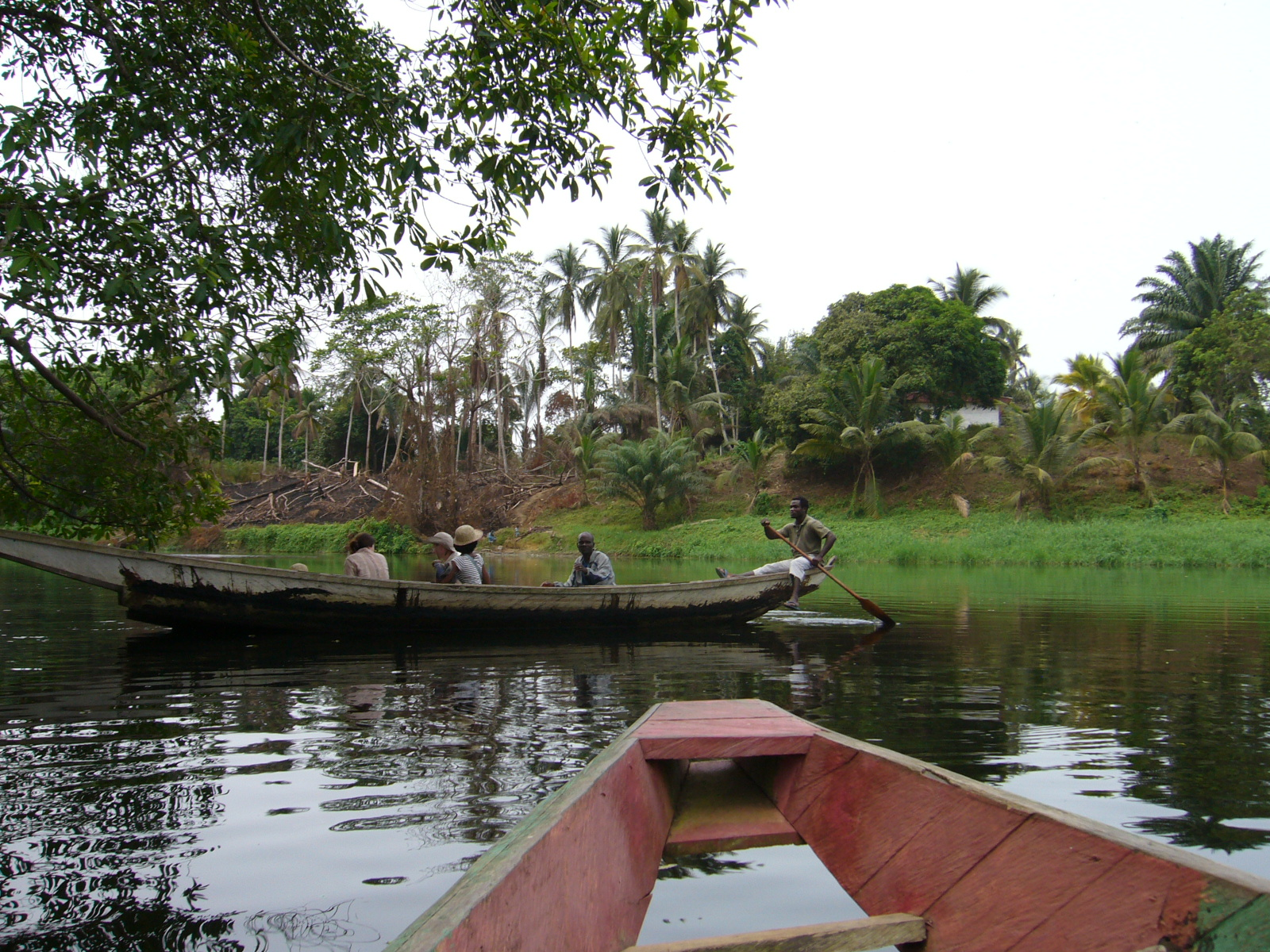
Touristes en pirogue sur la Lobé
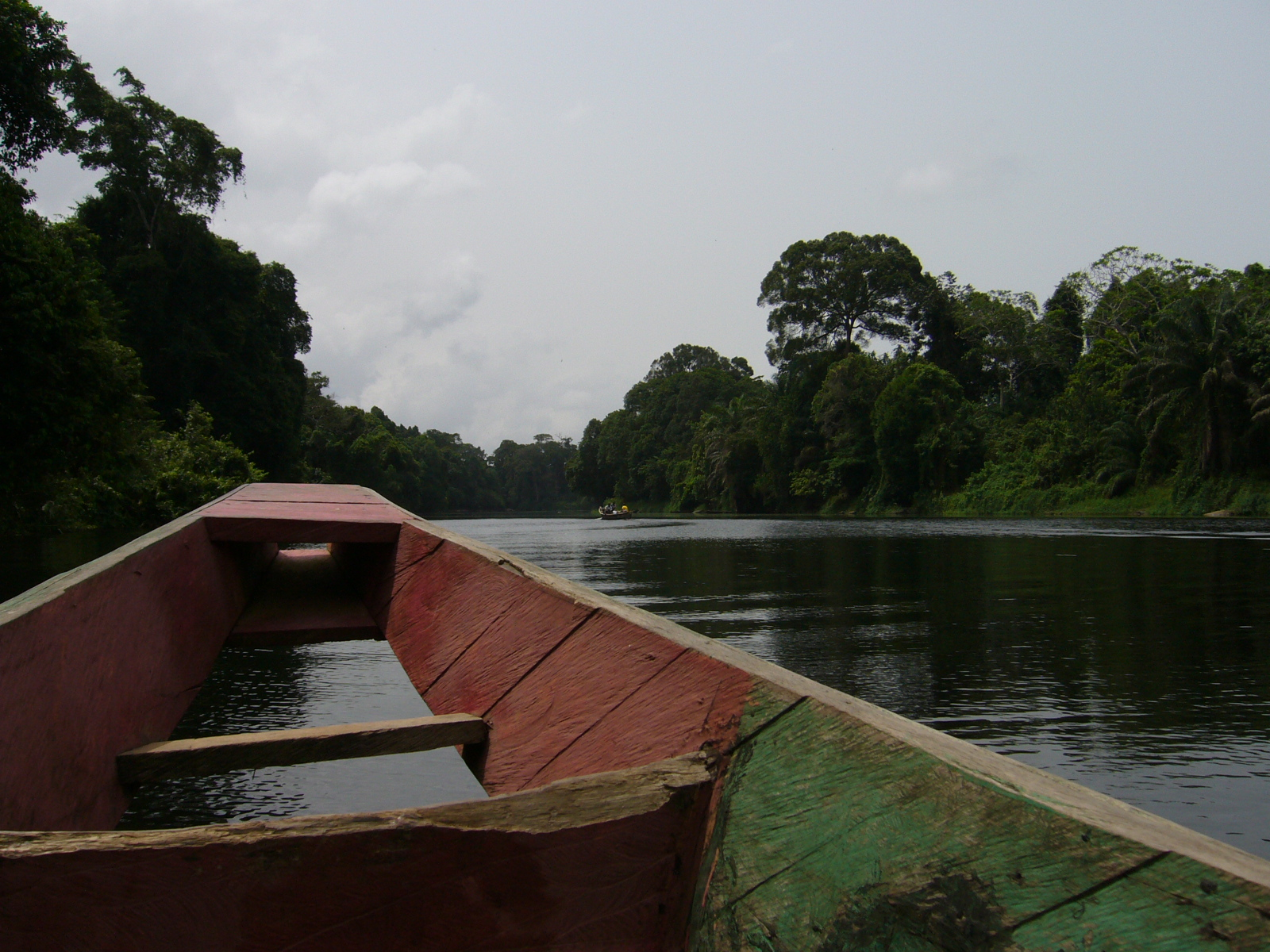
Remontée de la Lobé en pirogue
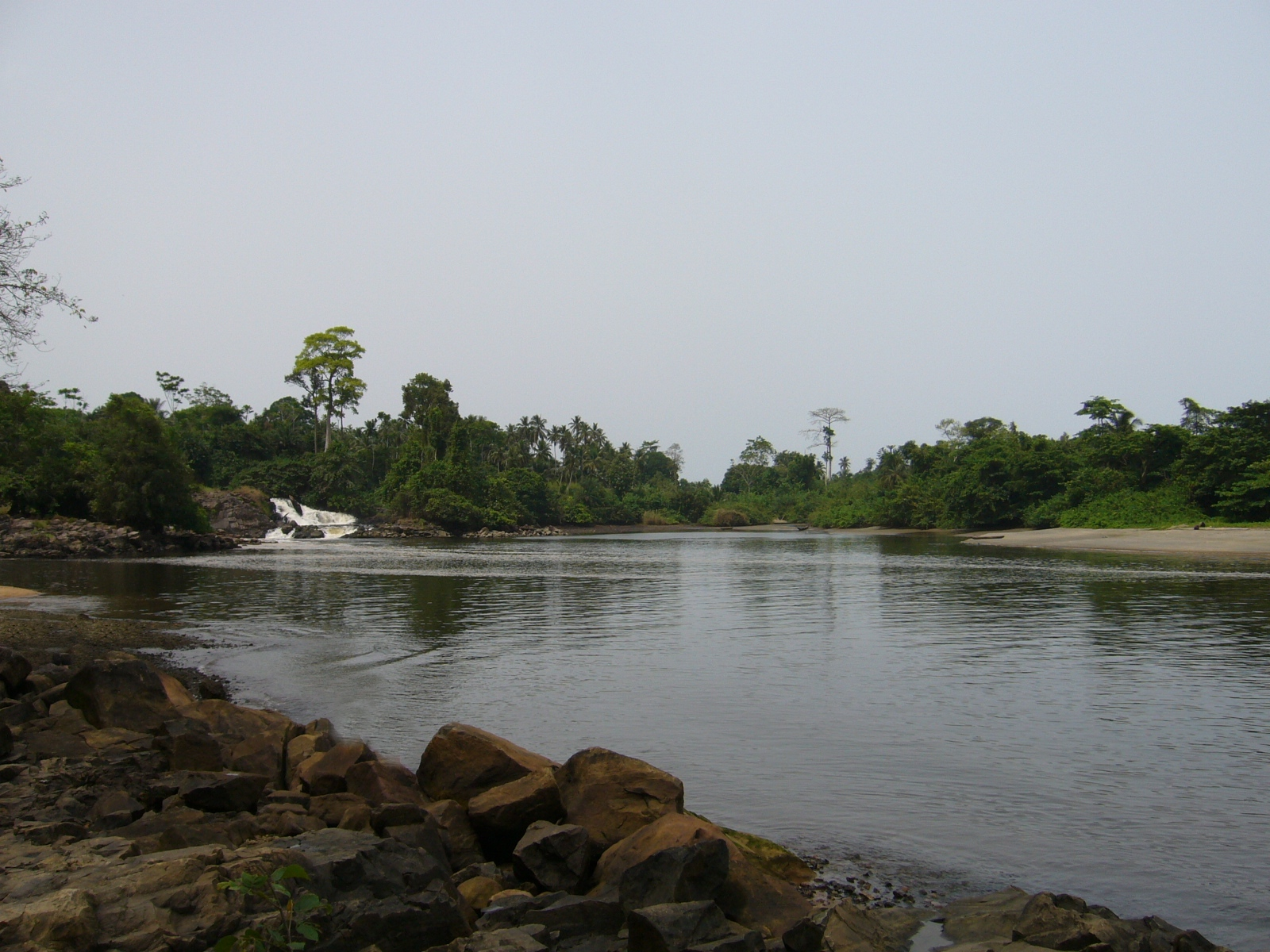
Embouchure de la Lobé
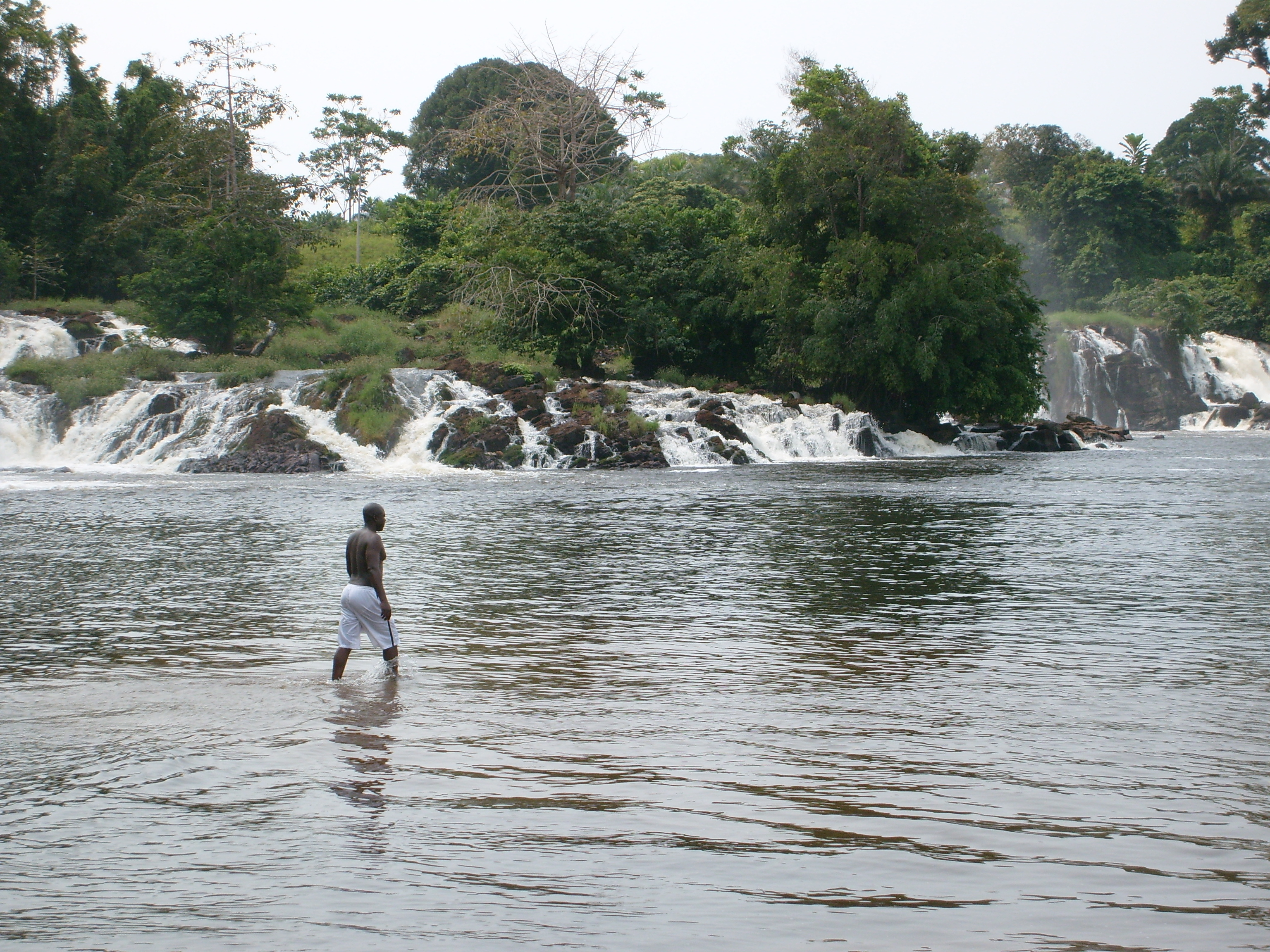
Chutes de la Lobé
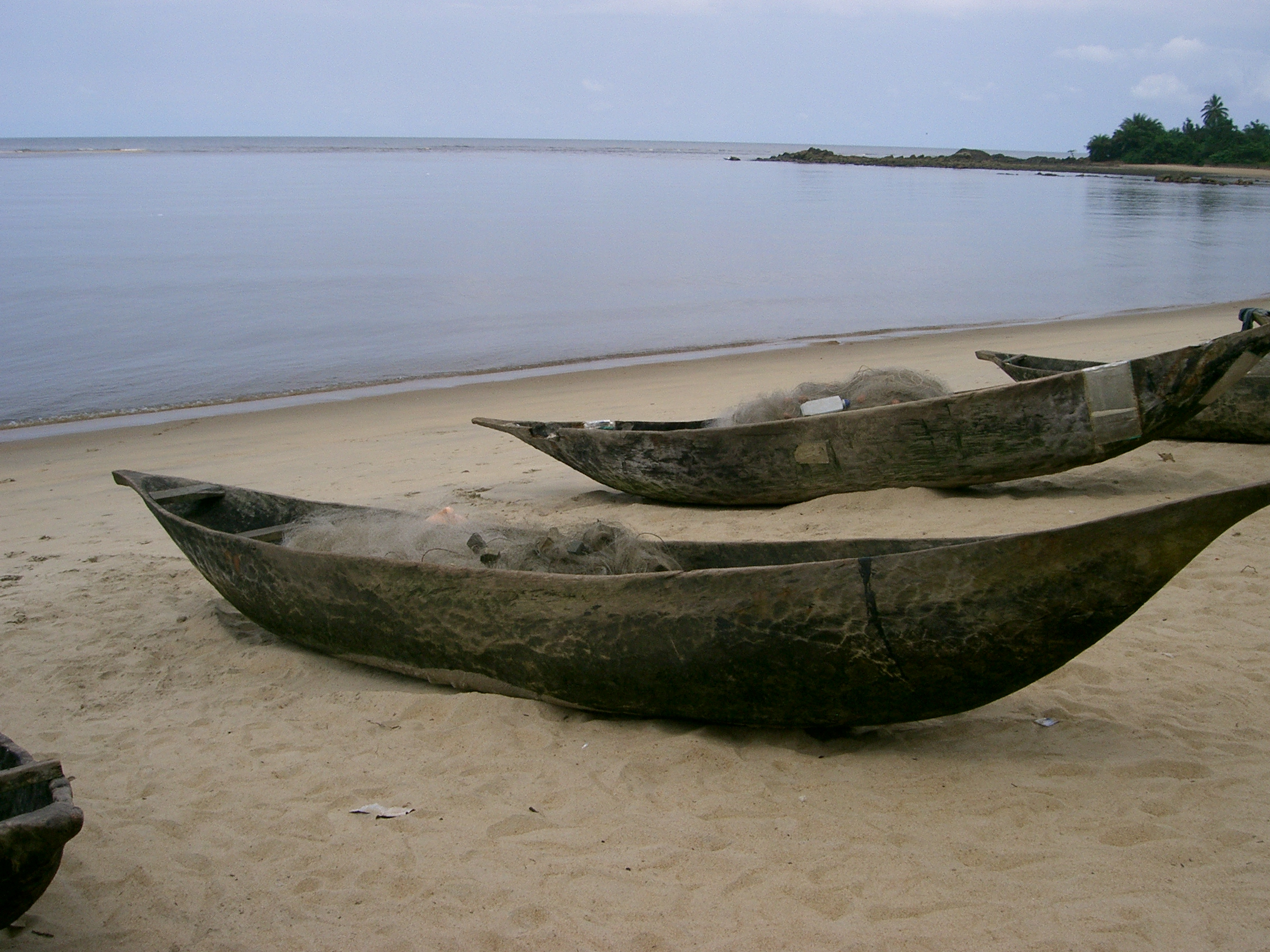
Embouchure de la Lobé sur l'océan atlantique
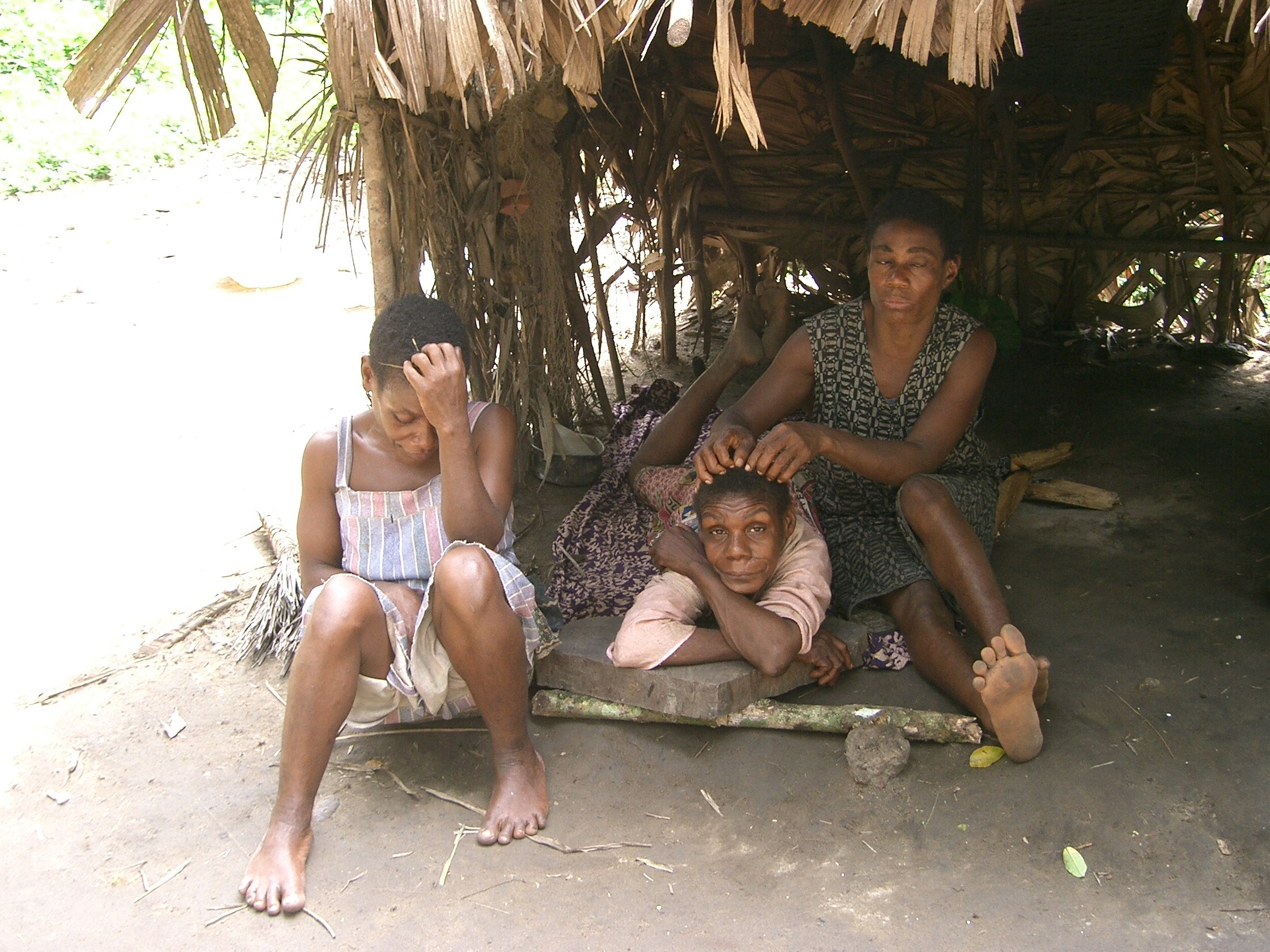
Femmes pygmées du Cameroun
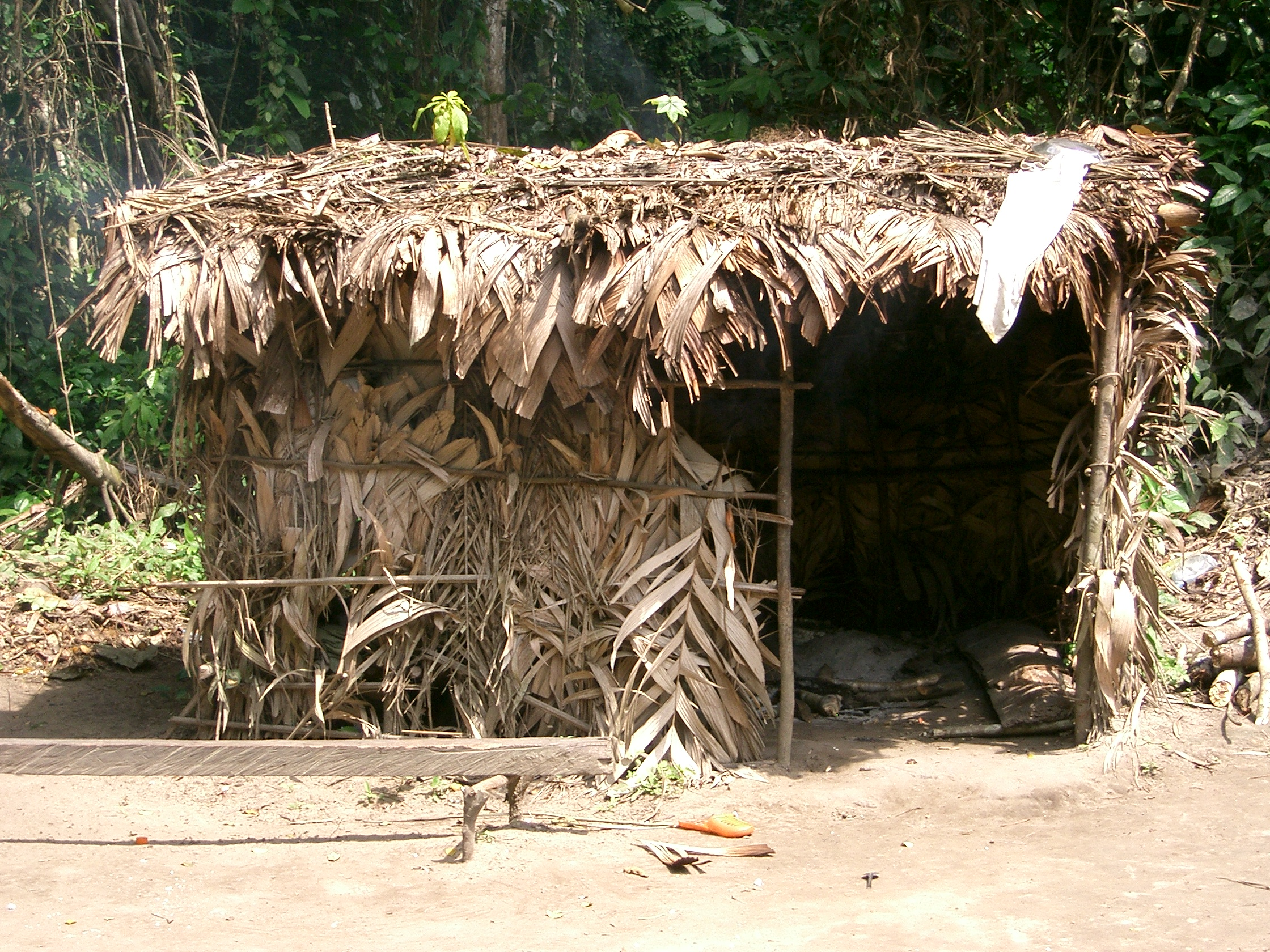
case pygmée
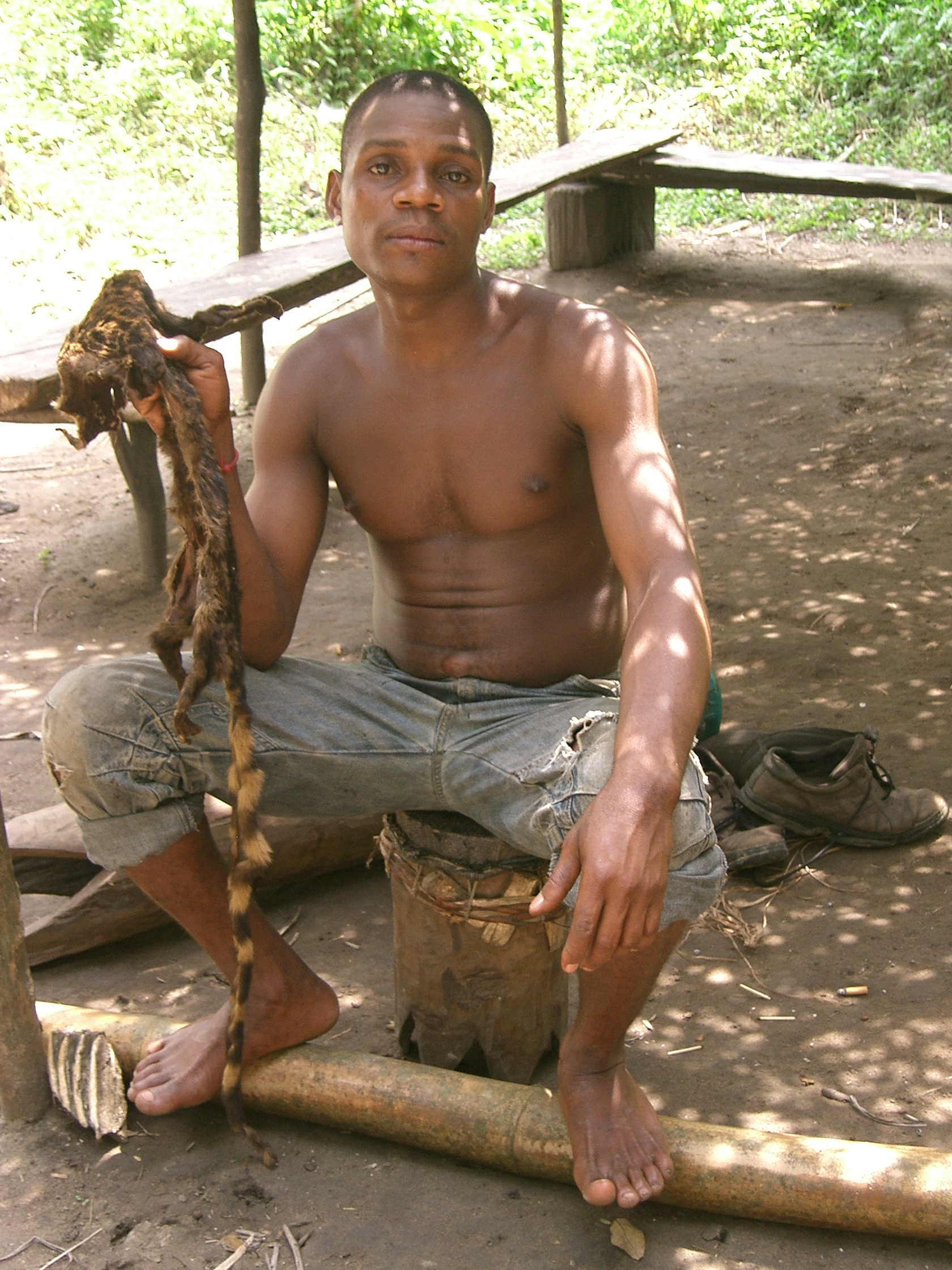
Jeune chef de campement